# الإسلام في جزر كوك
يعدّ المسلمون في جزر كوك (التي تتبع إداريا لنيوزيلندا) أقلية دينية صغيرة. ولا يعرف بالضبط كم عدد المسلمين فيها، لأن احتساب المسلمين لا يشترك في إحصاء سكان البلاد. على أية حال، يقدر يقدر عدد المسلمين بحوالي 1500 مسلم، ويشكلون ما نسبته 0.06 % من السكان، ولكن لا يوجد مساجد في هذه الجزر. ليس من المعروف كيف ظهر الإسلام أول مرة في هذه الجزر. تعتبر تاتيانا كاوتاي من أوائل سكان جزر كوك الذين اعتنقوا الإسلام. حاليا، المسلمون قلة ولكن هذه الأقلية الدينية في جزر كوك بدأت تنمو.